# 徳沢駅
徳沢駅（とくさわえき）は、福島県耶麻郡西会津町群岡（むらおか）にある、東日本旅客鉄道（JR東日本）磐越西線の駅である。

## 歴史
- 1914年（大正3年）11月1日：鉄道院岩越線・野沢駅 - 津川駅間開通の際に新設[3]。
- 1972年（昭和47年）9月1日：貨物の取り扱いを廃止[4]。
- 1983年（昭和58年）2月28日：駅員無配置駅となり[5]、簡易委託化。荷物の扱いを廃止[4]。
- 1984年（昭和59年）2月24日：駅舎を改築[6]。
- 1987年（昭和62年）4月1日：国鉄分割民営化により、JR東日本の駅となる[4][7]。

## 駅構造
島式ホーム1面2線を有する地上駅である。駅舎（北側）とは跨線橋で連絡している。
新津駅管理の、西会津町が受託する簡易委託駅である。1984年（昭和59年）に鉄筋コンクリート造平屋建ての合築駅舎に改築された。駅舎には待合室、西会津町役場徳沢出張所と徳沢簡易郵便局があり、かつては簡易郵便局営業時間内（土日祝休業）に限り、乗車券の発売を行っていた。現在は、窓口での販売は行なわれていない。

### のりば
| 番線 | 路線      | 方向 | 行先           |
| ---- | --------- | ---- | -------------- |
| 1    | ■磐越西線 | 上り | 会津若松方面   |
| 2    | ■磐越西線 | 下り | 新津・新潟方面 |

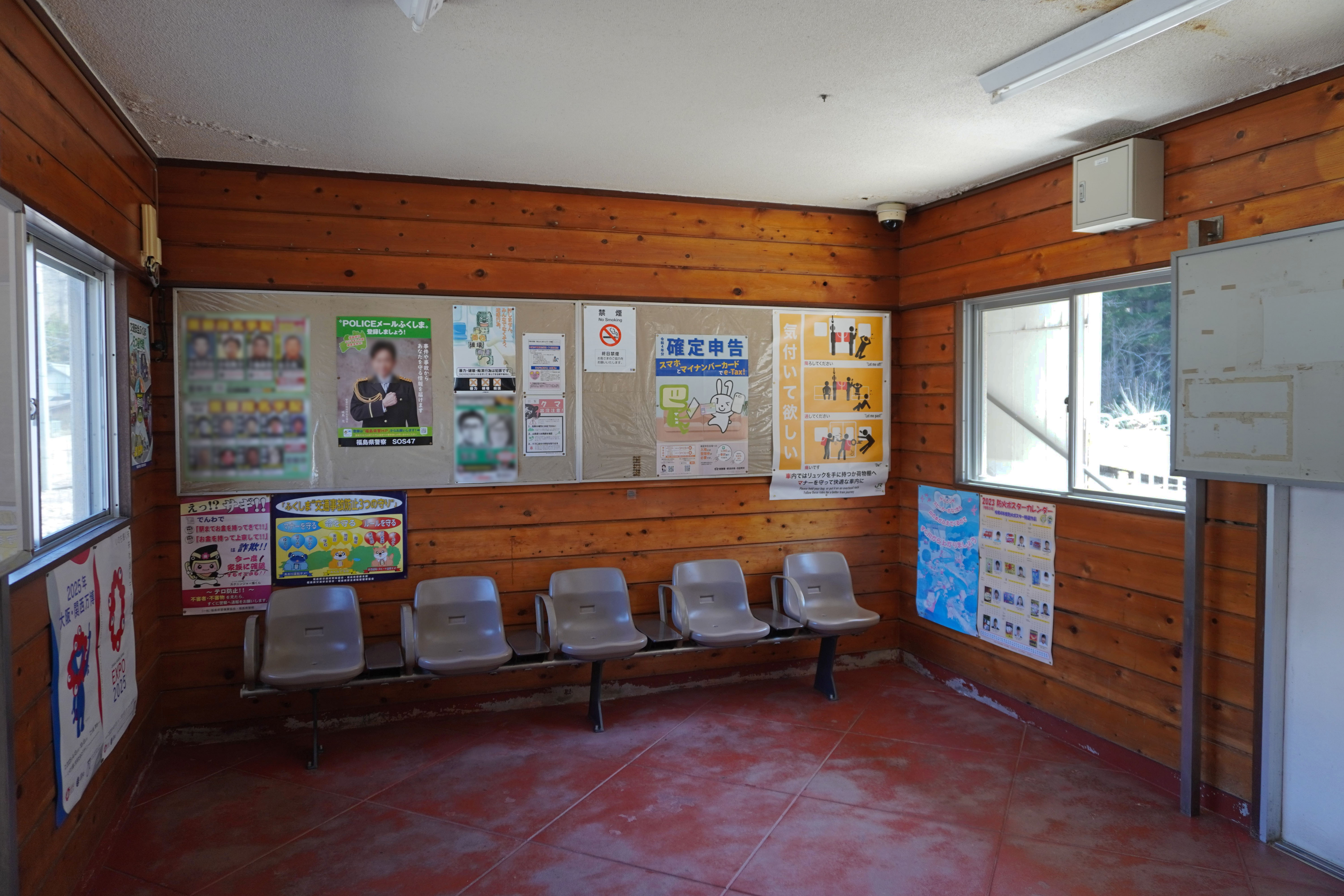
待合室（2023年4月）
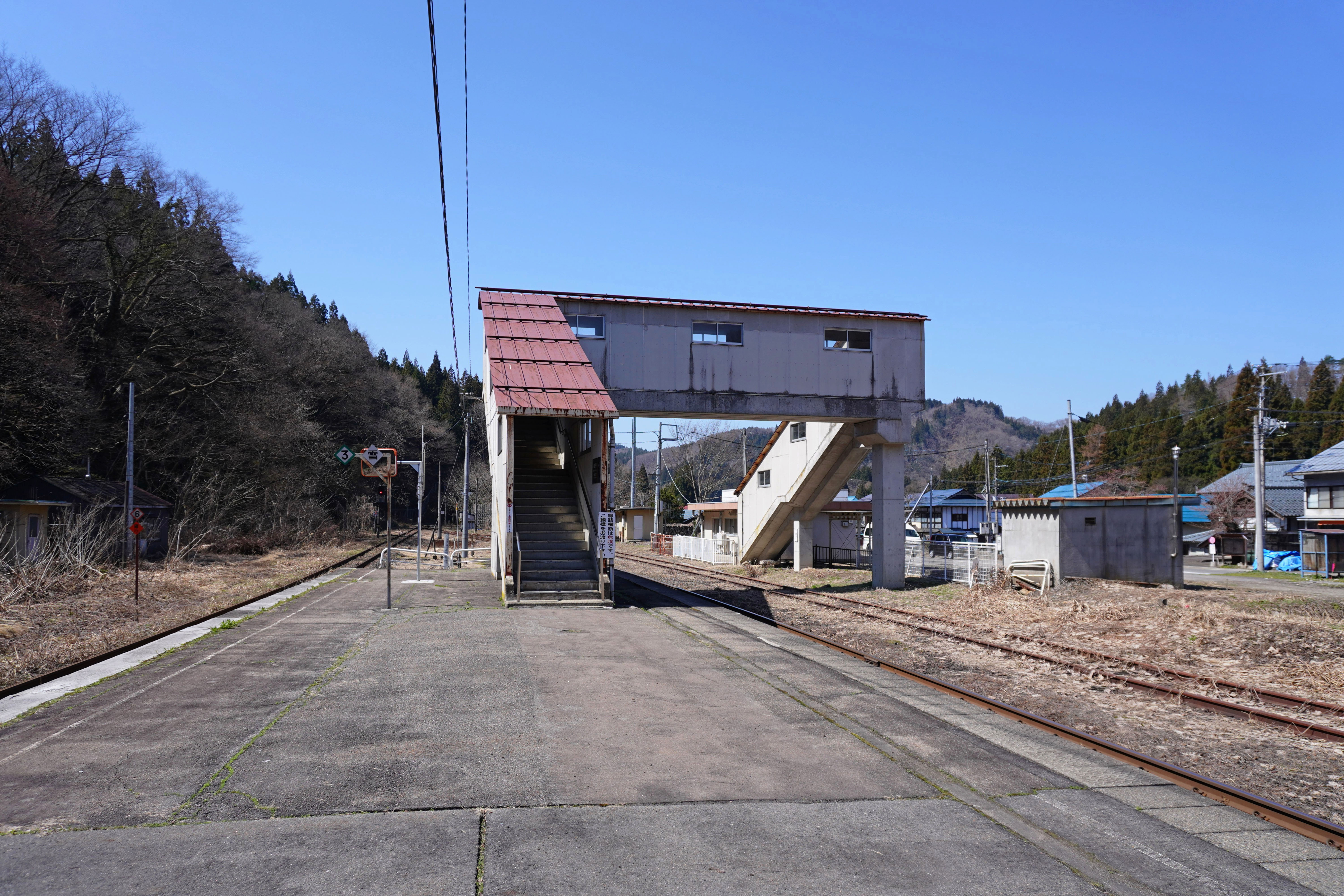
ホーム（2023年4月）

## 利用状況
JR東日本によると、2000年度（平成12年度）- 2012年度（平成24年度）の1日平均乗車人員の推移は以下のとおりであった。
| 1日平均乗車人員推移 | 1日平均乗車人員推移 | 1日平均乗車人員推移 | 1日平均乗車人員推移 | 1日平均乗車人員推移 |
| 年度                | 定期外              | 定期                | 合計                | 出典                |
| ------------------- | ------------------- | ------------------- | ------------------- | ------------------- |
| 2000年（平成12年）  |                     |                     | 48                  | [ 利用客数 1 ]      |
| 2001年（平成13年）  |                     |                     | 36                  | [ 利用客数 2 ]      |
| 2002年（平成14年）  |                     |                     | 24                  | [ 利用客数 3 ]      |
| 2003年（平成15年）  |                     |                     | 18                  | [ 利用客数 4 ]      |
| 2004年（平成16年）  |                     |                     | 20                  | [ 利用客数 5 ]      |
| 2005年（平成17年）  |                     |                     | 22                  | [ 利用客数 6 ]      |
| 2006年（平成18年）  |                     |                     | 18                  | [ 利用客数 7 ]      |
| 2007年（平成19年）  |                     |                     | 17                  | [ 利用客数 8 ]      |
| 2008年（平成20年）  |                     |                     | 16                  | [ 利用客数 9 ]      |
| 2009年（平成21年）  |                     |                     | 15                  | [ 利用客数 10 ]     |
| 2010年（平成22年）  |                     |                     | 13                  | [ 利用客数 11 ]     |
| 2011年（平成23年）  |                     |                     | 14                  | [ 利用客数 12 ]     |
| 2012年（平成24年）  | 2                   | 11                  | 14                  | [ 利用客数 13 ]     |

## 駅周辺
当駅の前を走る国道459号を西へ2 kmほどいったところ、または駅西の阿賀川（阿賀野川）に架かる阿賀野川徳沢橋梁中央部が新潟県東蒲原郡阿賀町との県境となる。飯豊山の弥平四郎登山口への最寄り駅となっている。
昭和30年代ごろまでは奥川に沿って約20 km、弥平四郎集落までトロッコが運行され、米国への輸出用の木材などを運んでいた。
- 徳沢簡易郵便局
- 国道459号
- 福島県道384号徳沢宝坂線
- 阿賀野川
- 奥川橋（国道459号）
- 西会津町民バス 「徳沢駅前」停留所

## 隣の駅
東日本旅客鉄道（JR東日本）
■磐越西線
上野尻駅 - 徳沢駅 - 豊実駅

### 記事本文
1. 1 2 3  “駅の情報（徳沢駅）：JR東日本”.   東日本旅客鉄道. 2024年11月17日閲覧。
2. 1 2 3 4 5  『週刊JR全駅・全車両基地』第50号、朝日新聞出版、2013年8月4日、25頁、2014年10月25日閲覧。
3. 1 2  歴史でめぐる鉄道全路線 国鉄・JR 6号、14頁
4. 1 2 3  石野哲（編）『停車場変遷大事典 国鉄・JR編 Ⅱ』（初版）JTB、1998年10月1日、518頁。ISBN 978-4-533-02980-6。
5. ↑  「国鉄各線CTC化急ピッチ」『交通新聞』交通協力会、1983年3月1日、1面。
6. 1 2  「郵便局との合同の駅舎完成 磐越西線徳沢駅」『交通新聞』交通協力会、1984年2月25日、1面。
7. ↑  歴史でめぐる鉄道全路線 国鉄・JR 6号、17頁
8. 1 2  “JR東日本：駅構内図・バリアフリー情報（徳沢駅）”.   東日本旅客鉄道. 2024年11月17日閲覧。
9. ↑  「にしあいづ物語100選 その51 奥川軌道（トロッコ）と弥生集落」（PDF）『広報にしあいづ』第753号、西会津町、2021年7月、11頁。
10. ↑  『中町集落の教科書』（レポート）福島県会津地方振興局 企画商工部 地域づくり・商工労政課、2024年3月15日。

### 利用状況
1. ↑  “各駅の乗車人員（2000年度）”.   東日本旅客鉄道. 2019年2月24日閲覧。
2. ↑  “各駅の乗車人員（2001年度）”.   東日本旅客鉄道. 2019年2月24日閲覧。
3. ↑  “各駅の乗車人員（2002年度）”.   東日本旅客鉄道. 2019年2月24日閲覧。
4. ↑  “各駅の乗車人員（2003年度）”.   東日本旅客鉄道. 2019年2月24日閲覧。
5. ↑  “各駅の乗車人員（2004年度）”.   東日本旅客鉄道. 2019年2月24日閲覧。
6. ↑  “各駅の乗車人員（2005年度）”.   東日本旅客鉄道. 2019年2月24日閲覧。
7. ↑  “各駅の乗車人員（2006年度）”.   東日本旅客鉄道. 2019年2月24日閲覧。
8. ↑  “各駅の乗車人員（2007年度）”.   東日本旅客鉄道. 2019年2月24日閲覧。
9. ↑  “各駅の乗車人員（2008年度）”.   東日本旅客鉄道. 2019年2月24日閲覧。
10. ↑  “各駅の乗車人員（2009年度）”.   東日本旅客鉄道. 2019年2月24日閲覧。
11. ↑  “各駅の乗車人員（2010年度）”.   東日本旅客鉄道. 2019年2月24日閲覧。
12. ↑  “各駅の乗車人員（2011年度）”.   東日本旅客鉄道. 2019年2月24日閲覧。
13. ↑  “各駅の乗車人員（2012年度）”.   東日本旅客鉄道. 2019年2月24日閲覧。